# Homonhon
Homonhon é uma ilha situada na província de Samar oriental, nas Filipinas, no lado esquerdo da entrada do Golfo de Leyte.
Com apenas 20 km de comprimento, a pequena ilha é local de um acontecimento histórico: em 16 de março de 1521, o explorador português Fernão de Magalhães e suas três caravelas sobreviventes da travessia do oceano Pacífico ali aportaram após cruzarem todo o oceano, onde se reabasteceram de água e frutas, depois de navegarem sem comida desde as Ilhas Marianas.
Foi em Homonhon que Magalhães pisou em terra pela primeira e única vez em sua odisseia através do Oceano Pacífico, durante a sua pioneira circum-navegação do globo. Descoberta a ilha e descobrindo nativos, realizou no lugar diversas trocas comerciais e foi levado à ilha próxima de Cebu, em 7 de abril, onde acabou morrendo em combate contra os nativos em 27 de abril de 1521.